# Vinzenz Mašek
Vinzenz Mašek (Zwikowitz, Bohèmia, 5 d'abril de 1755 - Praga, 15 de novembre de 1831) fou un compositor bohemi. Era pare i germà dels també músics Kašpar i Pavel respectivament. El 1794 fou nomenat mestre de capella de l'església de Sant Nicolau de Praga, i més tard es feu editor de música. Deixà les òperes El navegant i El cavaller del mirall, una cantata en honor del príncep Carles, vuit misses, 34 motets, cançons amb acompanyament de piano, simfonies, concerts sonates, variacions, fantasies, etc.